# Ngũ căn
Ngũ căn (zh. wǔgēn 五根, ja. gokon, sa. pañcendriya, bo. dbang po lnga དབང་པོ་ལྔ་) được phân thành hai như sau:
- Ngũ căn, năm giác quan. Đó là Nhãn căn, nhĩ căn, tỉ căn, vị căn, và thân căn. Trong giáo lý Duy thức, chúng được xem như là một phần của A-lại-da thức.
- Ngũ thiện căn (zh. 五善根), năm căn lành, bao gồm:
  1. Tín căn (信根);
  2. Tinh (tiến) căn (精根);
  3. Niệm căn (念根);
  4. Định căn (定根);
  5. Huệ căn (慧 根).

Năm căn lành nầy được xếp vào trong 37 phẩm trợ đạo.